# سرخیو بوریس (بازیکن فوتبال)
سرخیو بوریس (انگلیسی: Sergio Boris؛ زادهٔ ۲۶ مهٔ ۱۹۸۰) بازیکن فوتبال اهل اسپانیا است.
از باشگاه‌هایی که در آن بازی کرده‌است می‌توان به باشگاه فوتبال رئال سوسیداد، باشگاه فوتبال نومانسیا، باشگاه فوتبال رئال اویدو و باشگاه فوتبال کوردوبا اشاره کرد.
وی همچنین در تیم ملی فوتبال زیر ۲۱ سال اسپانیا بازی کرده‌است.